# 12 Gauge

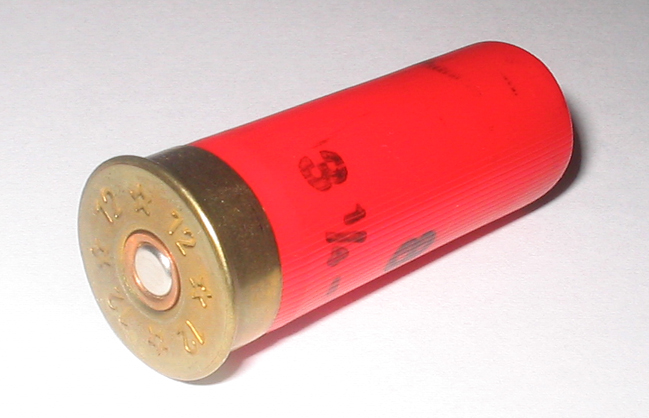
12-Gauge-Patrone

12 Gauge (deutsch. Kaliber 12) ist eine Bezeichnung aus dem US-amerikanischen Raum, die den Durchmesser des Projektils einer Schrotflintenpatrone beschreibt. Dabei entspricht „12 Gauge“ einem Durchmesser von 0,729 Inches (Zoll) oder 18,53 mm.
Die Berechnung des Kalibers besteht aus dem Durchmesser einer Hülse und multipliziert diese mit der Anzahl von Kugeln, die für die jeweilige Hülse aus einem englischen Pfund Blei (453,6 g) gegossen werden können. Im Falle des 12 Gauge sind es 12 Kugeln.
| Kaliber:       | 4     | 8     | 10    | 12    | 16    | 20    | 24    | 28    | 32    | 36    | 67,62 (.410) |
| -------------- | ----- | ----- | ----- | ----- | ----- | ----- | ----- | ----- | ----- | ----- | ------------ |
| Bohrung in mm: | 26,73 | 21,22 | 19,69 | 18,53 | 16,84 | 15,63 | 14,71 | 13,97 | 13,36 | 12,85 | 10,41        |

Zur Vollständigkeit wird zu jeder Kaliberangabe auch die dazugehörige Hülsenlänge genannt. Die Bezeichnung 12/70 entspricht einem Kaliber 12 mit einer Hülsenlänge von 70 mm.
Klassische Kaliber sind 12 Gauge und 20 Gauge, welche auch heute weiter verbreitete Verwendung finden. Die Firma Winchester bot bereits 1887 eine Schrotflinte für diese Munition an.